# Saari-Palonen
Saari-Palonen är en sjö i kommunen Juankoski i landskapet Norra Savolax i Finland. Sjön ligger 116,4 meter över havet. Den är 2,6 meter djup. Arean är 26 hektar och strandlinjen är 4,21 kilometer lång.  Den  ingår i Vuoksens huvudavrinningsområde.  Sjön ligger omkring 32 kilometer nordöst om Kuopio och omkring 370 kilometer nordöst om Helsingfors. 
I sjön finns ön Palosensaari. 